# Japón en los Juegos Paralímpicos de Tel Aviv 1968
Japón estuvo representado en los Juegos Paralímpicos de Tel Aviv 1968 por un total de 47 deportistas, 40 hombres y siete mujeres.

## Medallistas
El equipo paralímpico japonés obtuvo las siguientes medallas:
| Nombre              | Deporte      | Evento                                  |
| ------------------- | ------------ | --------------------------------------- |
| Oro                 |              |                                         |
| Furukawa            | Atletismo    | Eslalon C masculino                     |
| Koyachi             | Natación     | 50 m libre incompleta clase 4 masculino |
| Plata               |              |                                         |
| Apai                | Atletismo    | Eslalon C femenino                      |
| Erkawa              | Atletismo    | Eslalon C masculino                     |
| Bronce              |              |                                         |
| Sakonju             | Atletismo    | 60 m novel A masculino                  |
| Sakonju             | Atletismo    | Eslalon A masculino                     |
| Suga                | Atletismo    | Eslalon B masculino                     |
| Tsuchiya            | Atletismo    | Eslalon C masculino                     |
| Miyazawa            | Atletismo    | 100 m C masculino                       |
| T. Matsumoto Tanaka | Dartchery    | Dobles clase abierta mixto              |
| Nagumo              | Halterofilia | Peso pluma masculino                    |
| Arimura             | Natación     | 50 m libre completa clase 4 masculino   |